# Jean-Baptiste de Boësset
Jean-Baptiste de Boësset (* 1614 in Paris; † 25. Dezember 1685 in Paris) war ein französischer Komponist.

## Leben
Der Sohn des Komponisten Antoine de Boësset wirkte wie sein Vater als Hofkomponist. Er stand von 1643 bis 1661 in den Diensten von Anna von Österreich, der Mutter von Ludwig XIV. und von 1660 bis 1679 von Maria Teresa, Infantin von Spanien, Erzherzogin von Österreich und Frau von Ludwig XIV. Er komponierte in dieser Zeit mehrere ballets de cour, wobei er häufig mit Jean-Baptiste Lully zusammenarbeitete. Außerdem komponierte er u. a. Messen, Motetten und ein Ave Regina caelorum.